# Charmbracelet Tour
Charmbracelet World Tour, An intimate Evening with Mariah Carey (Charmbracelet World Tour, Una Noche íntima con Mariah Carey) es el nombre de la gira mundial que la cantante estadounidense Mariah Carey realizó durante 2003 y 2004 para promocionar su último trabajo discográfico titulado Charmbracelet que fue lanzado seis meses antes. La gira se realizó desde Asia hasta Norteamérica, pasando por Europa.

## Historia

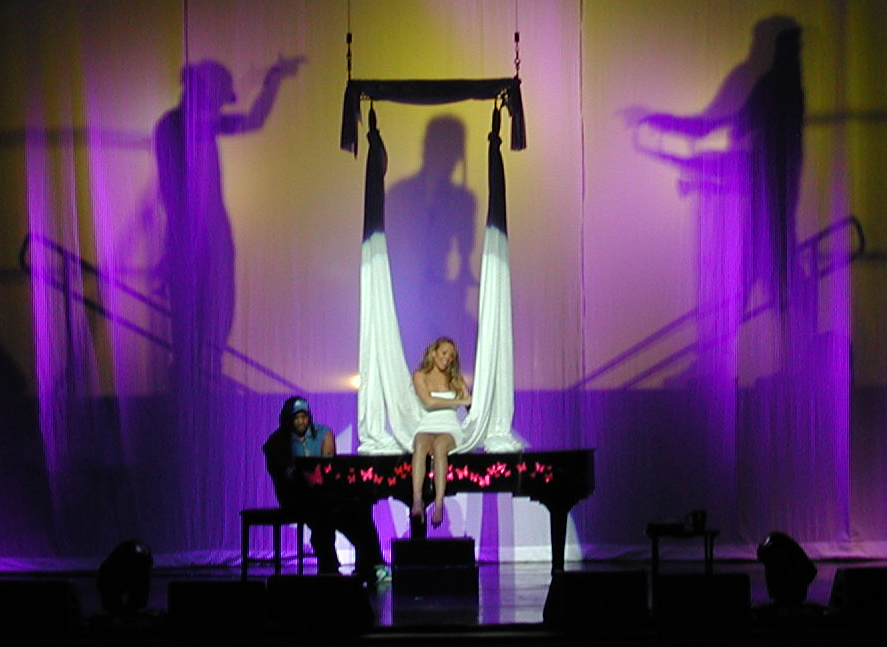
Carey interpretando "Subtle Invitation" durante el tour

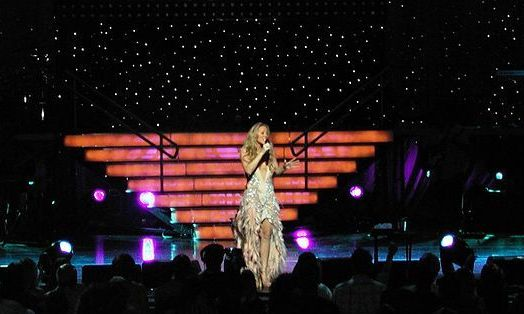
Carey durante el tour

Esta fue la primera gira que Carey realizó desde el Rainbow World Tour en el año 2000, y el primero después del fuerte tropiezo que tuvo con su proyecto Glitter. Fue la quinta gira de la cantante además de la más extensa, contando con sesenta y un shows durante ocho meses.
Generalmente las giras de Carey no solían ser muy largas y estas solo recorrían los Estados Unidos o Europa y ocasionalmente Asia, y no tenían más de quince shows, sin embargo, esta fue la gira más extensa que haya realizado, pues recorrió Asia, Estados Unidos, Europa, el Sudeste Asiático además de algunos shows en Medio oriente, lugar raramente visitado por una artista americana.
La razón de que el tour fuese tan largo era en respuesta a los estrepitosos fracasos que significaron para la cantante su película Glitter y la banda sonora de la misma, además de las bajísimas ventas de su disco Charmbracelet en los Estados Unidos, Carey deseaba recuperar lo perdido, por lo que ideó un tour de grandes proporciones.
Fue una gira de grandes contrastes, pues mientras en sitios como Europa y Asia el show fue sumamente exitoso, en los Estados Unidos, en lugar de tocar en grandes arenas, los shows tuvieron lugar en pequeños teatros y auditorios. El mánager de Carey explicó que la cantante deseaba tener más cercanía e intimidad con sus fanes, pero la realidad era que sólo en algunas ciudades tocó en recintos más grandes. Contrariamente, en Europa y Asia, Carey logró llenar enormes arenas y estadios, como fue el caso de Seúl, Corea y Shanghái, China.
Aunque el tour originalmente terminaría en Europa, fueron agregadas más fechas, generando así más éxito para la cantante.
Debido a la poca popularidad de su gira en los Estados Unidos, se sumaron las fuertes críticas que recayeron sobre Carey debido a los sensuales y reveladores vestuarios que usaba durante el show, acusándolo de ser muy explícitos y hasta vulgares, ya que Carey solía utilizar diminutos vestidos y shorts que revelaban demasiado, por esta razón, en Malasia, donde tendría lugar un concierto, la gira fue boicoteada por un movimiento Islámico que acusó a la cantante de dar shows extremadamente sexys y de lucir vulgar en el escenario, por lo que pedían que el show se cancelara, al final, Carey logró actuar en Kuala Lumpur vistiendo unos jeans y una blusa más conservadores con el fin de evitar ofender a las masas religiosas.
De acuerdo a Pollstar, el tour recaudo una cantidad de $65. 6 millones de dólares, solo en Estados Unidos recaudaría $15.1 millones, de hecho, de las 28 fechas que tendrían en los Estados Unidos, solo diez agotarían las entradas, en el resto serían más bajas o muy bajas, tal fue el caso de los conciertos que la cantante daría en Chicago y en St. Louis, donde los recintos no se llenarían en la totalidad de su capacidad generando pocas ganancias.
La gira comenzó en Seúl, Corea, el 21 de junio de 2003, pasaría por Japón y llegaría a Estados Unidos y Canadá, luego vendría Europa, comenzando en Rusia, país que visitaría por primera vez y donde vendería tres shows, seguirían Suecia, Holanda, Alemania, Austria, Suiza, Reino Unido, Francia e Italia. De ahí pasaría China con dos exitosísimos conciertos en Shanghái y otro en Manila, Filipinas. Seguirían algunas fechas más en Estados Unidos y finalmente el sudeste Asiático, iniciando en Corea, siguiendo Indonesia, Tailandia, Malasia, Líbano, y los Emiratos Árabes Unidos, estos dos últimos especialmente exitosos, a pesar de ser países árabes.
Algunas fechas en Asia debieron ser canceladas y otras repuestas, debido a la grave incidencia del SARS en algunos países asiáticos. En Taiwán la gira fue cancelada y en Corea una fecha fue removida.

## Repertorio
Carey pidió a la página web de los fanes para diseñar y establecer las listas para presentar en el espectáculo, aunque las canciones, Carey eligió sus preferencias. Una segunda encuesta se presenta pidiendo a los aficionados a votar a favor de una de las tres canciones: "Can't Take That Away (Mariah's Theme)" ganó por casi todas las noches de la gira, "One Sweet Day" ganó un par de veces, y "Love Takes Time", nunca ganó.

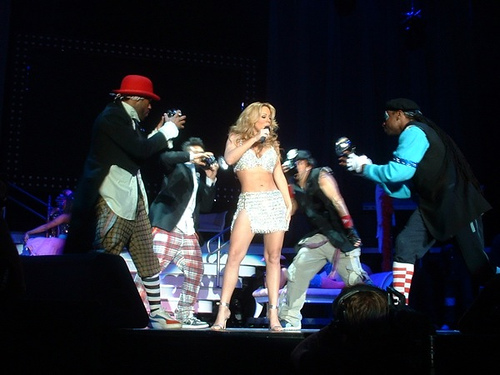
Carey durante el tour en Londres

### Lista de canciones
1. "Looking In" (Introducción instrumental, contiene elementos de "Butterfly")
2. "Heartbreaker" (contiene elementos de "Desert Storm Remix")
3. "Dreamlover"
4. "Through the Rain"
5. "My All" (el outro contiene elementos del Clasic Club Mix)
6. "Espectáculo de Marionetas" (Interludio)
7. "Clown"
8. "Honey" (contiene elementos de "Bad Boy Remix")
9. "I Know What You Want"
10. "Subtle Invitation"
11. "My Saving Grace"
12. "I'll Be There" (con Trey Lorenz)
13. "Friend of Mine" (Interludio) (interpretado por Trey Lorenz)
14. "Bringin' On the Heartbreak"
15. "Fantasy" (Bad Boy Remix)
16. "Always Be My Baby"
17. "Make It Happen"
18. "Vision of Love"
19. "Hero"
20. "Butterfly Reprise" (Outro)

Notas:
- "You Got Me" se presentó durante la noche inaugural en Seúl.
- "Can't Take That Away (Mariah's Theme)" no se interpretó durante la primera etapa en Asia y Portland.
- "Always Be My Baby" no se presentó en Seúl, Cincinnati, Europa (excepto París y Viena) ni en la segunda etapa en Estados Unidos.
- "All I Want for Christmas Is You" se presentó durante los espectáculos en Japón y la segunda etapa en Estados Unidos.
- "Can't Take That Away (tema de Mariah)" fue reemplazado por "One Sweet Day" en St. Louis, Denver y Mashantucket.
- "Bringin 'On the Heartbreak" no se realizó en Cincinnati, durante la segunda etapa en Estados Unidos y la tercera etapa en Asia (excepto en Tailandia).
- "Without You" se presentó temporalmente del 17 de septiembre al 16 de noviembre en Europa y la segunda etapa en Asia.
- Del 9 al 22 de diciembre se presentaron  "Hark! The Herald Angels Sing", "Gloria (In Excelsis Deo)", "Silent Night" y "Joy to the World" en la segunda etapa en Estados Unidos.
- Durante el tercer show en Los Ángeles, "What Would You Do" reemplazó a "I know what you want".
- "I'll Be There" no se presentó en Beirut.
- "Clown" no se realizó durante la segunda etapa en Estados Unidos y la tercera etapa en Asia.
- "Invitación sutil" no se realizó durante la segunda etapa en Estados Unidos y la tercera etapa en Asia.
- "Vision of Love" no se presentó en Busan, Yakarta y Dubái.
- "Honey" no se presentó en Busan ni en Yakarta.
- "My Saving Grace" no se presentó en Yakarta.
- "Love Takes Time" se interpretó durante la noche de clausura en Dubái.

## Fechas del Tour
| Asia                     |                 |                        |                                   |
| 21 de junio de 2003      | Seúl            | Corea del Sur          | 88 Green Gras                     |
| 24 de junio de 2003      | Osaka           | Japón                  | Osaka-jō Hall                     |
| 26 de junio de 2003      | Osaka           | Japón                  | Osaka-jō Hall                     |
| 29 de junio de 2003      | Fukuoka         | Japón                  | Marine Messe                      |
| 1 de julio de 2003       | Fukuoka         | Japón                  | Marine Messe                      |
| 3 de julio de 2003       | Hiroshima       | Japón                  | Hiroshima Sun Plaza               |
| 6 de julio de 2003       | Tokio           | Japón                  | Nippon Budokan                    |
| 8 de julio de 2003       | Tokio           | Japón                  | Nippon Budokan                    |
| 10 de julio de 2003      | Tokio           | Japón                  | Nippon Budokan                    |
| 13 de julio de 2003      | Nagoya          | Japón                  | Rainbow Hall                      |
| 15 de julio de 2003      | Nagoya          | Japón                  | Rainbow Hall                      |
| Norte América            |                 |                        |                                   |
| 26 de julio de 2003      | Las Vegas       | Estados Unidos         | El Coliseo del Caesars Palace     |
| 29 de julio de 2003      | Chicago         | Estados Unidos         | United Center                     |
| 1 de agosto de 2003      | San Luis        | Estados Unidos         | Fox Theatre                       |
| 3 de agosto de 2003      | Cleveland       | Estados Unidos         | Scene Pavilion                    |
| 5 de agosto de 2003      | Columbia        | Estados Unidos         | Merriweather Post Pavillion       |
| 7 de agosto de 2003      | Toronto         | Canadá                 | Air Canada Centre                 |
| 10 de agosto de 2003     | Denver          | Estados Unidos         | Red Rocks Amphitheatre            |
| 13 de agosto de 2003     | Concord         | Estados Unidos         | Chronicle Pavilion                |
| 15 de agosto de 2003     | San Diego       | Estados Unidos         | SDSU Open Air Theater             |
| 18 de agosto de 2003     | Los Ángeles     | Estados Unidos         | Universal Amphitheatre            |
| 21 de agosto de 2003     | Los Ángeles     | Estados Unidos         | Universal Amphitheatre            |
| 23 de agosto de 2003     | Phoenix         | Estados Unidos         | Dodge Theatre                     |
| 26 de agosto de 2003     | Grand Prairie   | Estados Unidos         | Next Stage Theatre                |
| 28 de agosto de 2003     | The Woodlands   | Estados Unidos         | C.W. Mitchell Pavilion            |
| 30 de agosto de 2003     | Orlando         | Estados Unidos         | Bob Carr Performing Arts Center   |
| 1 de septiembre de 2003  | Fort Lauderdale | Estados Unidos         | Broward Center                    |
| 3 de septiembre de 2003  | Tampa           | Estados Unidos         | Tampa Bay Performing Arts Center  |
| 6 de septiembre de 2003  | Mashantucket    | Estados Unidos         | Foxwoods' Fox Theatre             |
| 8 de septiembre de 2003  | Boston          | Estados Unidos         | Wang Center                       |
| 10 de septiembre de 2003 | Filadelfia      | Estados Unidos         | Tower Theater                     |
| 12 de septiembre de 2003 | Wallingford     | Estados Unidos         | Oakdale Theater                   |
| 14 de septiembre de 2003 | Cincinnati      | Estados Unidos         | U.S. Bank Arena                   |
| 18 de septiembre de 2003 | Nueva York      | Estados Unidos         | Radio City Music Hall             |
| 20 de septiembre de 2003 | Atlantic City   | Estados Unidos         | Trump Taj Mahal                   |
| 23 de septiembre de 2003 | Mánchester      | Estados Unidos         | Verizon Wireless Arena            |
| Europa                   |                 |                        |                                   |
| 27 de septiembre de 2003 | Moscú           | Rusia                  | Palacio Estatal del Kremlin       |
| 29 de septiembre de 2003 | Moscú           | Rusia                  | Palacio Estatal del Kremlin       |
| 2 de octubre de 2003     | San Petersburgo | Rusia                  | New Ice Arena                     |
| 5 de octubre de 2003     | Estocolmo       | Suecia                 | Globen Arena                      |
| 8 de octubre de 2003     | Róterdam        | Países Bajos           | Ahoy Rotterdam                    |
| 10 de octubre de 2003    | Hamburgo        | Alemania               | Colour Line Arena                 |
| 13 de octubre de 2003    | Berlín          | Alemania               | Max Schmeling Halle               |
| 16 de octubre de 2003    | Múnich          | Alemania               | Olympiahalle                      |
| 19 de octubre de 2003    | Viena           | Austria                | Wiener Stadthalle                 |
| 22 de octubre de 2003    | Zúrich          | Suiza                  | Hallenstadion                     |
| 25 de octubre de 2003    | Glasgow         | Reino Unido            | SECC                              |
| 28 de octubre de 2003    | Birmingham      | Reino Unido            | NEC Arena                         |
| 30 de octubre de 2003    | Londres         | Reino Unido            | Wembley Arena                     |
| 1 de noviembre de 2003   | Mánchester      | Reino Unido            | MEN Arena (removido para Oct. 25) |
| 4 de noviembre de 2003   | París           | Francia                | Palais Omnisports de Paris-Bercy  |
| 7 de noviembre de 2003   | Varsovia        | Polonia                | Torwar Hall                       |
| 10 de noviembre de 2003  | Milán           | Italia                 | Fila Forum                        |
| Asia                     |                 |                        |                                   |
| 12 de noviembre de 2003  | Shanghái        | China                  | Estadio Hongkou                   |
| 14 de noviembre de 2003  | Shanghái        | China                  | Estadio Hongkou                   |
| 16 de noviembre de 2003  | Manila          | Filipinas              | Fort Bonifacio, Global City       |
| Norte América            |                 |                        |                                   |
| 9 de diciembre de 2003   | Portland        | Estados Unidos         | Arlene Schnitzer Concert Hall     |
| 10 de diciembre de 2003  | Seattle         | Estados Unidos         | McCaw Hall                        |
| 12 de diciembre de 2003  | San José        | Estados Unidos         | HP Pavilion at San José           |
| 15 de diciembre de 2003  | Santa Bárbara   | Estados Unidos         | Arlington Theatre                 |
| 17 de diciembre de 2003  | Los Ángeles     | Estados Unidos         | Universal Amphitheatre            |
| 19 de diciembre de 2003  | Tucson          | Estados Unidos         | TCC Arena                         |
| 20 de diciembre de 2003  | Las Vegas       | Estados Unidos         | Theatre for the Performing Arts   |
| 22 de diciembre de 2003  | Costa Mesa      | Estados Unidos         | Orange County PAC                 |
| Asia                     |                 | Estados Unidos         |                                   |
| 13 de febrero de 2004    | Busan           | Corea del Sur          | BEXCO Convention Center           |
| 15 de febrero de 2004    | Yakarta         | Indonesia              | Jakarta Hilton Convention Center  |
| 17 de febrero de 2004    | Bangkok         | Tailandia              | Impact Arena                      |
| 20 de febrero de 2004    | Kuala Lumpur    | Malasia                | Merdeka Stadium                   |
| 24 de febrero de 2004    | Beirut          | Líbano                 | B.I.E.L.                          |
| 26 de febrero de 2004    | Dubái           | Emiratos Árabes Unidos | Dubai Media City                  |

- Datos: Q770475
- Multimedia: Charmbracelet Tour / Q770475